# Wannig
Le Wannig ou Wanneck est un sommet des Alpes, à 2 493 m d'altitude, dans le Wetterstein, et en particulier dans le chaînon de Mieming, en Autriche (land du Tyrol).